# Wieża triangulacyjna
Wieża triangulacyjna (trianguł) – wieża geodezyjna, zwykle drewniana, stawiana nad punktami sieci triangulacyjnej.
Składa się z dwóch oddzielnych konstrukcji: pomostu dla obserwatora i stanowiska dla instrumentu (teodolitu). Dzięki podniesieniu miejsca obserwacji oraz sygnału (celu) wysoko ponad poziom terenu, umożliwia wykonanie pomiaru punktów położonych w znacznej odległości, rzędu dziesiątek kilometrów. Wieże ustawiane były nad znakami ziemnymi stanowiącymi geodezyjną osnowę poziomą pierwszej i drugiej klasy.
Wieża składa się z dwóch niezależnych, przenikających się piramid, z których wewnętrzna służy do podtrzymywania umieszczonego na jej szczycie znaku (umieszczonego centrycznie nad punktem ziemnym, służącego jako cel przy pomiarze kątów) oraz pomostu dla obserwatora, natomiast zewnętrzna, niższa, podtrzymuje słup, na którym podczas pomiarów ustawiany jest instrument geodezyjny (również centrycznie nad punktem ziemnym). Rozdzielenie konstrukcji podtrzymującej pomost obserwatora od konstrukcji podtrzymującej instrument eliminuje przenoszenie się drgań, spowodowanych przez ludzi chodzących po pomoście, na instrument.
Wieże triangulacyjne utraciły swoje znaczenie, ponieważ zmieniła się technologia pomiaru osnów podstawowych. Obecnie nowe osnowy zakłada się przede wszystkim technikami satelitarnymi.

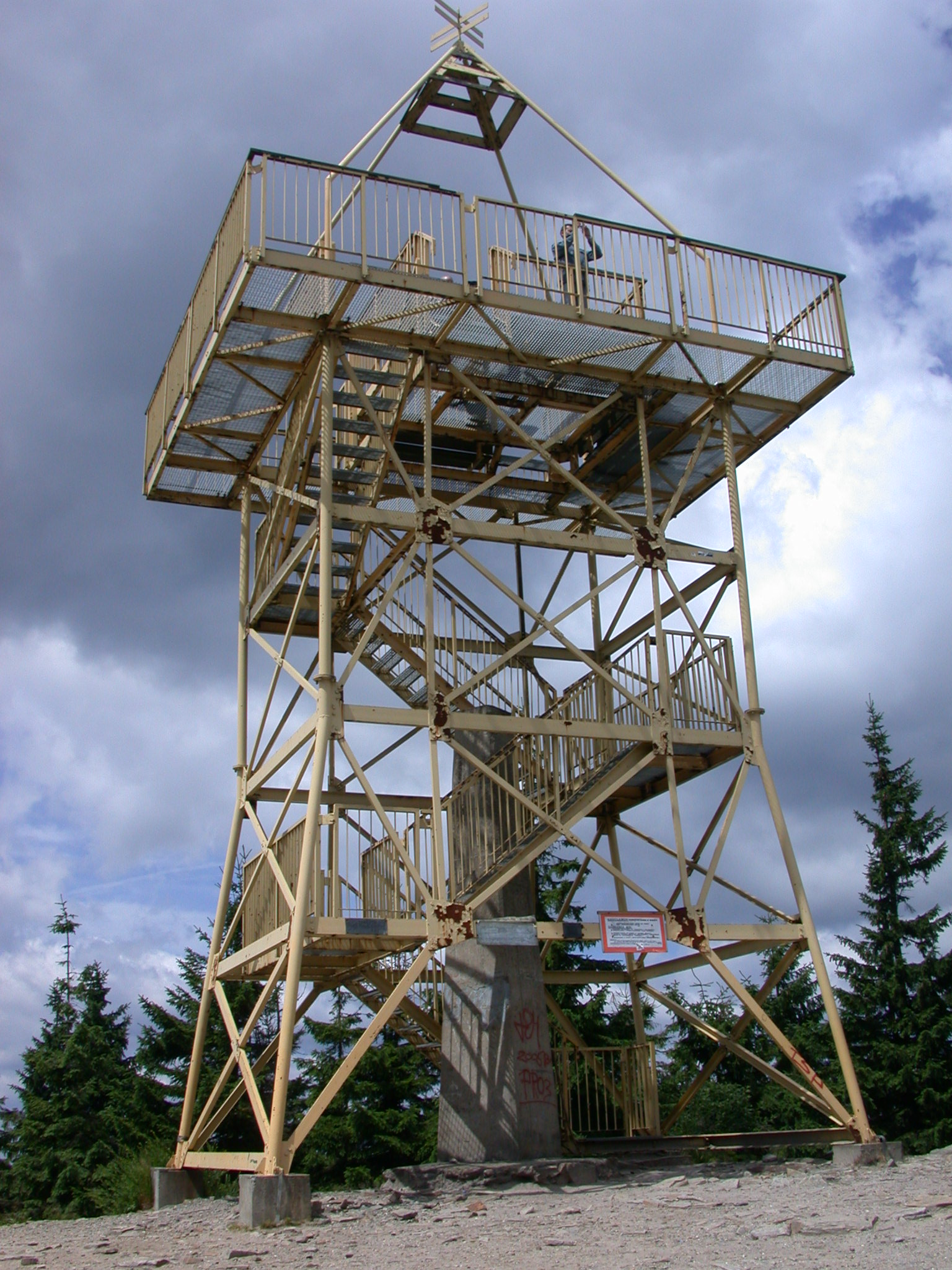
Wieża triangulacyjna na Baraniej Górze
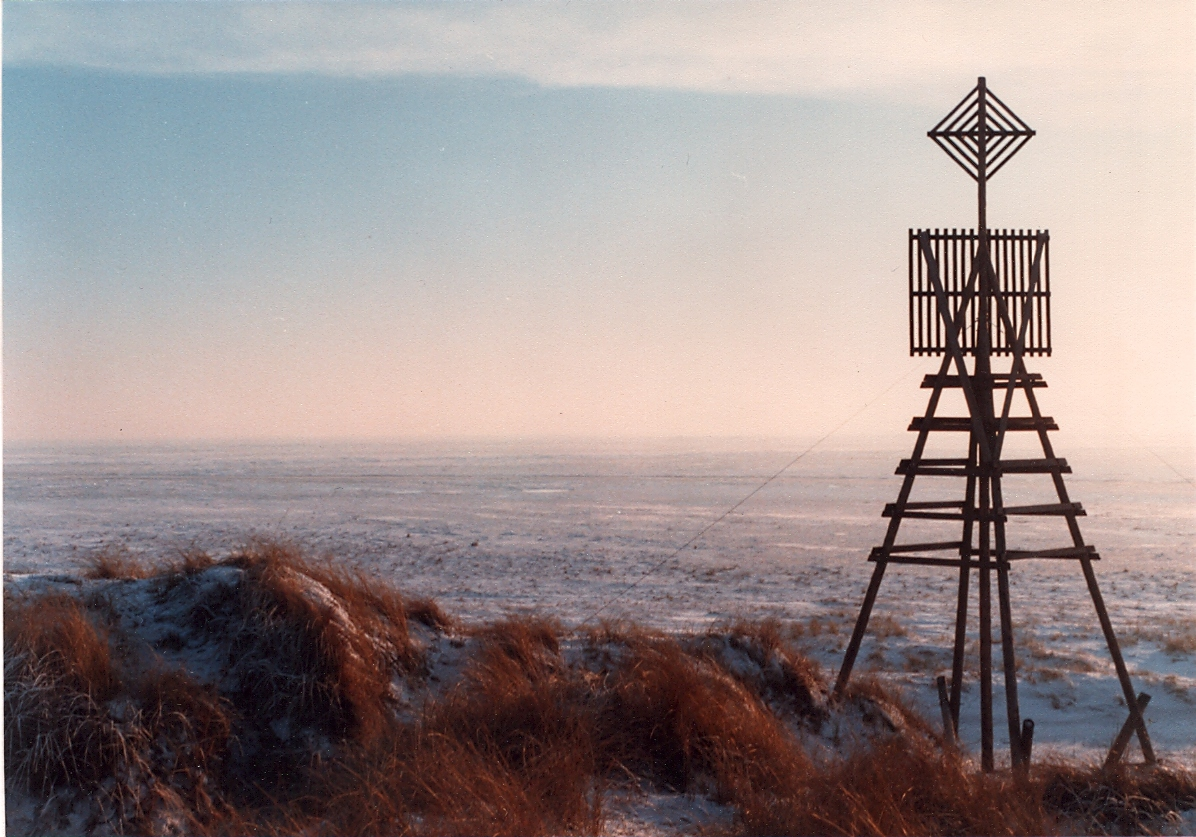
Wieża triangulacyjna, Willemsduin w Holandii
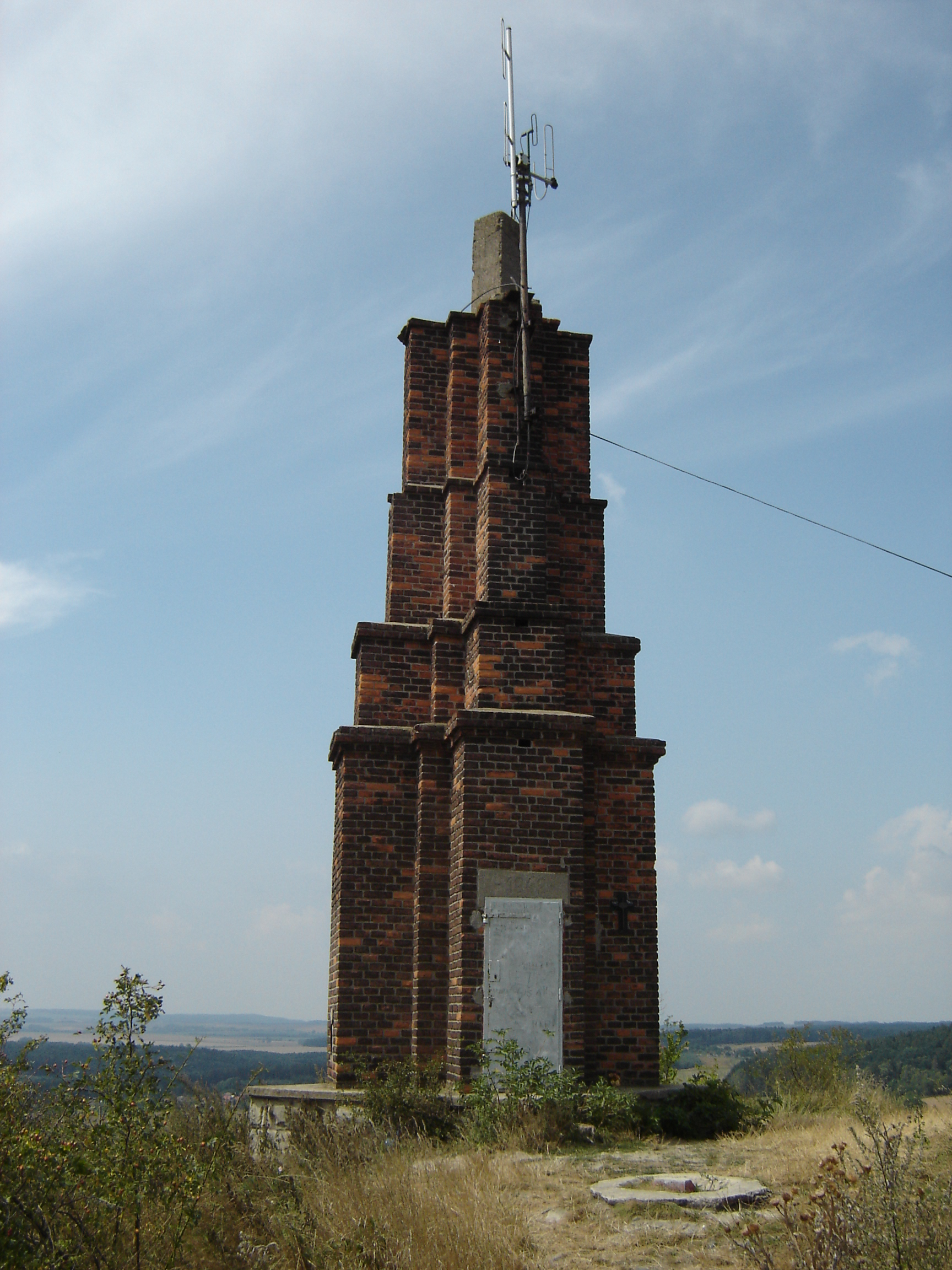
Wieża triangulacyjna na górze Veliš w Czechach
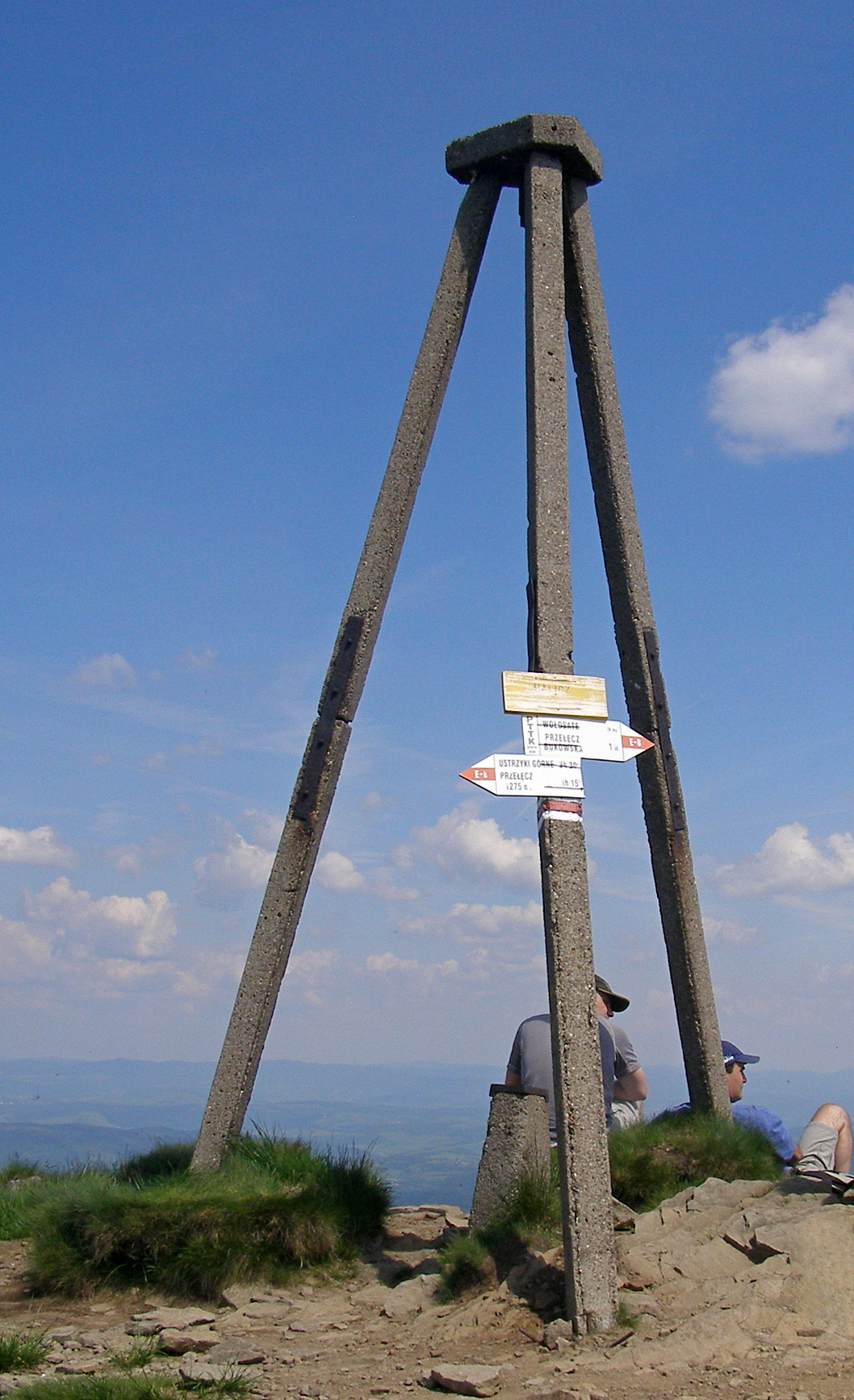
Wieża triangulacyjna na Haliczu